# Grammacephalus indicus
Grammacephalus indicus är en insektsart som beskrevs av Chandrasekhara A. Viraktamath och Anantha Murthy 1999. Grammacephalus indicus ingår i släktet Grammacephalus och familjen dvärgstritar. Inga underarter finns listade i Catalogue of Life.